# Dekanija Škofja Loka
Dekanija Škofja Loka je rimskokatoliška dekanija Nadškofije Ljubljana.

## Župnije
1. Župnija Bukovščica
2. Župnija Davča
3. Župnija Dražgoše
4. Župnija Javorje nad Škofjo Loko
5. Župnija Leskovica
6. Župnija Lučine
7. Župnija Nova Oselica
8. Župnija Poljane nad Škofjo Loko
9. Župnija Reteče
10. Župnija Selca
11. Župnija Sorica
12. Župnija Stara Loka
13. Župnija Stara Oselica
14. Župnija Sv. Duh pri Škofji Loki
15. Župnija Sv. Lenart
16. Župnija Škofja Loka
17. Župnija Škofja Loka - Suha
18. Župnija Trata - Gorenja vas
19. Župnija Zali Log
20. Župnija Žabnica
21. Župnija Železniki
22. Župnija Žiri